# Union nationale des professions libérales
 (avril 2024).
Si vous disposez d'ouvrages ou d'articles de référence ou si vous connaissez des sites web de qualité traitant du thème abordé ici, merci de compléter l'article en donnant les références utiles à sa vérifiabilité et en les liant à la section « Notes et références ».
 (avril 2024).
La mise en forme du texte ne suit pas les recommandations de Wikipédia : il faut le « wikifier ».
Les points d'amélioration suivants sont les cas les plus fréquents. Le détail des points à revoir est peut-être précisé sur la page de discussion.
- Les titres sont pré-formatés par le logiciel. Ils ne sont ni en capitales, ni en gras.
- Le texte ne doit pas être écrit en capitales (les noms de famille non plus), ni en gras, ni en italique, ni en « petit »…
- Le gras n'est utilisé que pour surligner le titre de l'article dans l'introduction, une seule fois.
- L'italique est rarement utilisé : mots en langue étrangère, titres d'œuvres, noms de bateaux, etc.
- Les citations ne sont pas en italique mais en corps de texte normal. Elles sont entourées par des guillemets français : « et ».
- Les listes à puces sont à éviter, des paragraphes rédigés étant largement préférés. Les tableaux sont à réserver à la présentation de données structurées (résultats, etc.).
- Les appels de note de bas de page (petits chiffres en exposant, introduits par l'outil «  Source ») sont à placer entre la fin de phrase et le point final[comme ça].
- Les liens internes (vers d'autres articles de Wikipédia) sont à choisir avec parcimonie. Créez des liens vers des articles approfondissant le sujet. Les termes génériques sans rapport avec le sujet sont à éviter, ainsi que les répétitions de liens vers un même terme.
- Les liens externes sont à placer uniquement dans une section « Liens externes », à la fin de l'article. Ces liens sont à choisir avec parcimonie suivant les règles définies. Si un lien sert de source à l'article, son insertion dans le texte est à faire par les notes de bas de page.
- La présentation des références doit suivre les conventions bibliographiques. Il est recommandé d'utiliser les modèles {{Ouvrage}}, {{Chapitre}}, {{Article}}, {{Lien web}} et/ou {{Bibliographie}}. Le mode d'édition visuel peut mettre en forme automatiquement les références.
- Insérer une infobox (cadre d'informations à droite) n'est pas obligatoire pour parachever la mise en page.

Pour une aide détaillée, merci de consulter Aide:Wikification.
Si vous pensez que ces points ont été résolus, vous pouvez retirer ce bandeau et améliorer la mise en forme d'un autre article.
L’Union nationale des professions libérales (UNAPL) est une organisation professionnelle créée en 1977. Elle constitue l'une des organisations représentatives du secteur des professions libérales.

## Chronologie
L'UNAPL est fondée en 1977 par le regroupement des syndicats représentatifs des professionnels libéraux dans les principales familles du secteur d’activités des professions libérales : la Santé, le Droit, les techniques et le cadre de vie .
1978 : Création des Associations régionales agréées des professions libérales (ARAPL) pour l'équité fiscale avec les salariés.
1983 : Obtention d'une Délégation interministérielle aux professions libérales (DIPL).
1984 : Entrée des professions libérales au Conseil Économique et Social (trois membres désignés par l'UNAPL).
1987 : Création du Fonds d'assurance Formation des Professions Libérales (FAF PL), organisme collecteur des employeurs libéraux au financement de leur propre formation professionnelle de leurs employées.
1991 : Entrée de l'UNAPL dans les émissions radiodiffusées et télédiffusées Expression Directe.
1994 : Loi Madelin : les indépendants, dont les Professionnels libéraux, peuvent se constituer une retraite par capitalisation. Création du Fonds Interprofessionnel de Formation des Professionnels Libéraux (FIFPL), organisme collecteur de la contribution des professions Libérales au financement de leur propre formation continue.
1995 : Allègement de la taxe sur les salaires.
1996 : Extension de l'abattement fiscal "association agréée" : équité fiscale complète, totale et définitive[réf. nécessaire]. Création du bimestriel L'Entreprise libérale.
1997 : Amortissements dégressifs possibles. Entrée de l'UNAPL, en tant que membre représentant les employeurs, à la Commission Nationale de la Négociation Collective (CNNC).
1998 : L'UNAPL désigne son représentant au Comité économique et social européen (CESE). Création des ORIFF PL (Office Régional d'information de Formation et de Formalités pour les Professions Libérales) et de l'ONIFF PL (Office National d'information de Formation et de Formalités pour les Professions Libérales).
1999 : Le FAF PL, par un Accord National Interprofessionnel, devient l'OCAPL en accueillant l'OPCA DROIT.
2002 : Encore un arrêt du Conseil d'état qui réaffirme la représentativité de l'UNAPL. Remplacement de la DIPL par la Commission Nationale de Concertation des professions Libérales (CNCPL). Allégement de la taxe professionnelle. Accord National Interprofessionnel (ANI) créant l'Épargne Sociale des professions Libérales (ESPL).
2003 : Aménagement des 35 heures. Loi Dutreil.
2004 : Les Professions libérales bénéficient des Zones de revitalisation rurale (ZRR)
2005 : Avenant d'instauration du Plan d'épargne pour la retraite collectif (PERCO) dans l'épargne sociale des professions libérales. Loi de sauvegarde des entreprises : pour la première fois, les professions libérales bénéficient des mêmes dispositions que les "autres" entreprises. Loi Dutreil II : statut du collaborateur libéral. L'UNAPL signe une convention avec l'Unédic. Signature de l'ANI organisant la formation professionnelle tout au long de la vie des salariés des professions libérales
2006 : La CANAM devient le RSI ; mais les Caisses de Retraite des professionnels Libéraux sont maintenues, contrairement à celles des artisans et des commerçants qui, elles, sont absorbées et dissoutes dans le RSI. L'UNAPL, actrice et signataire de la Charte des stagiaires en entreprise.
2007 : Participation de l'UNAPL aux conférences sociales nationales tri partites organisées par les Pouvoirs publics.
2008 : L'UNAPL signe une convention avec l'ANPE et l'Unédic. L'UNAPL et le ministère de l'Éducation Nationale signent un accord-cadre national pour promouvoir les professions libérales auprès des jeunes et de la communauté éducative.
2016 : l’UNAPL et l'Union professionnelle artisanale (UPA) se regroupent pour former l’Union des entreprises de proximité (U2P).

## Missions
L'UNAPL défend les intérêts moraux et matériels des professions libérales, promeut les entreprises de profession libérale et l’exercice professionnel libéral, représente le secteur économique des entreprises de profession libérale auprès des pouvoirs publics au niveau national, mais aussi régional et départemental.

## Représentativité
L'UNAPL regroupe 63 organisations représentatives (syndicats et associations) de toutes les professions libérales.
Elle est le partenaire social représentatif des employeurs du secteur des professions libérales car elle est la seule à la Commission nationale de la négociation collective, au Conseil supérieur de l’emploi, au Conseil d'orientation des retraites, à la Conférence de la ruralité, au Conseil d'orientation sur les conditions du travail.
L'UNAPL est représentée au sein de la société civile. Ses représentants  siègent au Conseil économique, social et environnemental régional et au Comité économique et social européen.
L'UNAPL est un acteur de la gouvernance des organismes sociaux.
Ses représentants siègent à la Caisse nationale de l'assurance maladie, dans les CPAM, à l’Agirc et l’Arrco, dans les CAF et les URSSAF.

## Présidents
- 1977-1981 : Alain Tinayre

[...]
- 1995-1998 : Adrien Bedossa
- 1998-2001 : Édouard Salustro
- 2001-2004 : Jacqueline Socquet-Clerc-Lafont
- 2004-2007 : Claude Maffioli
- 2007-2010 : Alain Vaconsin
- 2010-2013 : David Gordon-Krief
- 2013-2019 : Michel Chassang
- depuis 2019 : Michel Picon[8]

## Lobbying
L'UNAPL indique à la Haute autorité pour la transparence de la vie publique (HATVP), pour l’année 2018 , des dépenses de lobbying d’un montant compris entre 50 000 et 75 000 euros.